# Тегешево
Теге́шево (чув. Тикаш) — деревня на юго-востоке центральной части Чувашской Республики, является центром Тегешевского сельского поселения. Одна из старейших деревень Урмарского района.
Историческое русское название деревни — Тигешево.
Тегешево своим возникновением обязана второму нашествию самаркандского правителя Тамерлана на Булгарскую землю в 1395 году.

## Название
Тикаш — языческое имя чуваш; Тикаш-касси, название деревни Тегешевой Урмарского района. По преданию, её основатели Тикаш и Тӳмпек.

— Профессор Н. И. Ашмарин

## История

### Предание об основании деревни
Первопоселенцами были чуваши-язычники. С началом боевых действий они бежали из Волжской Булгарии, спасаяь от погромов и резни. Кто напал на их земли предание не сообщает. По предположению исследователей, на новое место они пришли по Свияге, оттуда по Кубне поднялись вверх. Дойдя до реки Сугутки повернули на север и остановились в двух километрах от Кубни, у ключа возле речки Клесирми (чув. Кӗлӗ ҫырми). Первопоселенцы Тигаш и Тюмбек в лесной глуши, на склоне высокого холма, устроили землянки и одну-две зимы жили в них. Затем, найдя подходящее место для строительства спустились по речке немного вниз и срубили два бревенчатых дома.
Предание сообщает и о том, что место первоначальной стоянки было урочище «Кӗҫӗн ҫурт ҫи» (Малое селище). Место это было лесистое и неровное, говорится в том предании, оттуда первые насельники переселились на настоящее место, несмотря на то, что оно низменное и болотистое.
То живописное место, откуда берет свое начало деревня, первопоселенцами было выбрано не случайно. Дугообразный по конфигурации, небольшой, но ровный участок земли с севера, запада и юга огибает речка Келесирми (чув. Кӗлӗ ҫырми). С вочтоной его стороны — высокий, лесистый холм, который оберегал жилище от буйных ветров. Впоследствии тегешевцы дали этому месту соответствующее название — Пукуй, то есть тихое и спокойное место.
И жить бы и жить им здесь, но судьба распорядилась по-своему. Не успев как следует обосноваться, говорится в предании, Тюмбек вынужден был оставить Тигаша одного и переселиться на другое место.
На этот счет существует легенда, которая гласит, что Тюмбек однажды изловил лешего и жестоко наказал за то, что он ночами верхом разъезжал на его лошади, отпущенную на выпас. Леший проклиная его, удалился в лес, а Тюмбека после этого случая стали одолевать одни несчастья. Легенда связывает отъезд Тюмбека именно с этим событием.
В предание упоминается, что у Тигаша было три сына и одна дочь. Согласно преданию, записанному в 1920-х годах, кроме основателей в числе первых насельников деревни называются Актен, Есмекей и Ельмук. Это, наводит на мысль, что они могли быть детьми Тигаша, однако предание об этом не сообщает.
Согласно преданию, Тигаш прожил 86 лет. Ещё при его жизни деревню стали называть «Тикаш ялӗ», русские из соседних деревень «Тигашево», татары на свой лад — «Тигэш авылы». Название деревни никогда не менялось.

### Возраст деревни
В списке селений Казанского ханства, составленном казанским ученым Чернышевым Е. И., упоминаются только две деревни из современного Урмарского района — Тегешево и Старые Урмары, которые до 1780-х годов находились в составе Свияжского уезда. Судя по документам — ландатской переписи 1717 года и I-III-й ревизий населения Тегешева, деревня уже в середине XVI века существовала как самостоятельная сельская община.
По первой ревизии деревня Тегешево состояла из 36 чувашских дворов, где проживало 132 ревиские души. В каждом столетии в среднем прирастало 44 мужских ревизских души и 12 дворов. Получается, что от основания и до первой ревизии 1722 года, прошло чуть более 300 лет.
Деревня Тегешево не могла быть основана раньше конца XIV века и не позже начала XV век. Наибольшая вероятность её основания — конец XIV века.

### Выходцы из деревни
Деревня Тигашево Батыревского района основана выходцами из деревни Тегешево. В предании, записанным в 1920-х годах учащимися Чувашского педтехникума для К.В. Элле, говорится, что деревню Тигашево образовали переселенцы из деревни «Тикаш» 340 лет назад. Переселились 3 двора из среды дремучего леса на открытое поле. Перове место, куда они переселились в настоящее время находится вблизи деревень Именкасы и Янишка. После переселились на место, где сейчас находится эта деревня. Первые знаменитые роды деревни Еплес ӑрӑвӗ, Йӑкӑнат, Супӑр, Питӗр ӑрӑвӗсем.
Доказательством о времени возникновения деревни Тигашево и её основателе является документ, выявленный в РГАДА профессором В. Д. Димитриевым. Ссылаясь на этом документ, ученый отмечает, что служилому чувашу Терюшу Тенеметеву, владевшему в деревне Тегешево отцовским поместьем в 4,5 десятины пашни и 3 десятины сенокоса, в 1621 году отведено в поместье «на диком поле» в вершине Булы реки, на речке на Польской, а по другую сторону Семся врага пашни и перелогу 35 чети в поле, «а в дву по тому ж» (то есть 52,5 десятины).
В 1625 году в документах уже упоминается деревня Тегешево на реке Буле.

### Тегешевские могильники
Каюм Насыри вместе со своим братом и местными муллами изучал надписи на могильных камнях. Вблизи деревни Тегешево имеется языческое кладбище, именуемое в кругах историков Чувашии «Тегешевским могильником». По сохранившимся памятникам и надписям на них ученый установил самую ранюю дату захоронения — 1533 год. В деревне Азелеево, в 12 километрах от Тегешева им установлены ещё более ранние погребения — 1469, 1473 и 1481 годы. В деревни Танаево, расположенной в 5 километрах от Тегешева, Каюм Насыри распознал надписи датированные 1526, 1533, 1536 и 1543 годами

### Переселение
По преданию основателями соседней татарских деревень Мамадыш-Акилово, Танаево, Салтыган, русских деревень Багаево и Арсланово и села Гордеево, были пять сыновей Джамеда, и его сестра. Основатели указанных деревень переселились в эти края, одновременно с первопоселенцами деревень Тегешево и Старые Урмары.

### Религия
Тегешевцы до 1747 года не принимали святого крещения. И после крещения, вплоть до половины XIX века, они придерживались прежних обычаев и оставались приверженцами традиционной чувашской религии. И только при правлении Елизаветы Петровны правительство принимает решительные и энергичные меры по крещению не русских народов Среднего Поволжья. Массовое крещения «иноверцев» в Свияжском уезде (Тегешево было в его составе) происходили в 1746, 1747, 1748 и 1749 гг. и были крещены 8828, 41865, 9992 и 4035 человек соответственно.
Тегешевцы почти поголовно приняли православную веру летом 1747 года. С этого времени они, как и все чуваши, стали называться «новокрещенными». Правительство предоставляло им ряд льгот, в том числе предусматривалось и денежное вознагражденние. Но по какой то причине некоторые чувашские селения "обязались не требовать денежного вознаграждения за восприятия святого крещения. По Свияжскому уезду в таком списке под номером 163 значится и деревня «Тикашево ясашные чуваши». От денежного вознаграждения они отказались 22 октября 1747 года.
Для богослужения и отправления религиозных обрядов нужны были церкви. Первая церковь в нашей местности было построена в селе Ковали в 1757 году. Затем появилась церковь в селе Шигали.